# Gran Premio di superbike di Sugo 2002
Il Gran Premio di superbike di Sugo 2002 è stato la quarta prova su tredici del campionato mondiale Superbike 2002, disputato il 21 aprile sul circuito di Sugo, ha visto la vittoria di Colin Edwards in gara 1, mentre la gara 2 è stata vinta da Makoto Tamada.
La vittoria nella gara valevole per il campionato mondiale Supersport è stata invece ottenuta da Stéphane Chambon.

## Risultati

### Gara 1

#### Arrivati al traguardo[4]
| Pos. | Nº  | Pilota              | Squadra                   | Motocicletta       | Giri | Tempo     | Griglia | Punti |
| ---- | --- | ------------------- | ------------------------- | ------------------ | ---- | --------- | ------- | ----- |
| 1º   | 2   | Colin Edwards       | Castrol Honda             | Honda VTR 1000 SP2 | 25   | 37:24.515 | 5º      | 25    |
| 2º   | 42  | Makoto Tamada       | Cabin Honda               | Honda VTR 1000 SP2 | 25   | +0:00.161 | 3º      | 20    |
| 3º   | 41  | Noriyuki Haga       | Playstation2-FGF Aprilia  | Aprilia RSV 1000   | 25   | +0:04.486 | 1º      | 16    |
| 4º   | 100 | Neil Hodgson        | HM Plant Ducati           | Ducati 998 F 01    | 25   | +0:12.255 | 2º      | 13    |
| 5º   | 1   | Troy Bayliss        | Ducati Infostrada         | Ducati 998 F 02    | 25   | +0:21.313 | 7º      | 11    |
| 6º   | 49  | Akira Yanagawa      | Kawasaki Racing           | Kawasaki ZX-7RR    | 25   | +0:22.877 | 6º      | 10    |
| 7º   | 155 | Ben Bostrom         | Ducati L & M              | Ducati 998 F 02    | 25   | +0:23.261 | 4º      | 9     |
| 8º   | 43  | Wataru Yoshikawa    | YSP Racing & PRESTO       | Yamaha YZF R7      | 25   | +0:26.359 | 10º     | 8     |
| 9º   | 52  | James Toseland      | HM Plant Ducati           | Ducati 998 F 01    | 25   | +0:29.082 | 11º     | 7     |
| 10º  | 45  | Takeshi Tsujimura   | YSP Racing & PRESTO       | Yamaha YZF R7      | 25   | +0:30.348 | 9º      | 6     |
| 11º  | 9   | Chris Walker        | Kawasaki Racing           | Kawasaki ZX-7RR    | 25   | +0:31.022 | 14º     | 5     |
| 12º  | 10  | Gregorio Lavilla    | Alstare Suzuki Corona     | Suzuki GSX-R750 Y  | 25   | +0:42.361 | 15º     | 4     |
| 13º  | 32  | Eric Bostrom        | Kawasaki Racing           | Kawasaki ZX-7RR    | 25   | +0:43.368 | 8º      | 3     |
| 14º  | 33  | Juan Borja          | Spaziotel Racing          | Ducati 998 RS      | 25   | +0:44.134 | 18º     | 2     |
| 15º  | 48  | Yuichi Takeda       | Sakurai Honda             | Honda VTR 1000 SP2 | 25   | +0:44.272 | 13º     | 1     |
| 16º  | 19  | Lucio Pedercini     | Pedercini                 | Ducati 998 RS      | 25   | +1:17.227 | 16º     |       |
| 17º  | 99  | Steve Martin        | DFX Racing Ducati Pirelli | Ducati 998 RS      | 25   | +1:19.973 | 23º     |       |
| 18º  | 36  | Ivan Clementi       | Kawasaki Bertocchi        | Kawasaki ZX-7RR    | 25   | +1:24.513 | 24º     |       |
| 19º  | 47  | Ken'Ichiro Nakamura | Blue Helmet MSC           | Honda VTR 1000 SP2 | 25   | +1:33.197 | 21º     |       |
| 20º  | 46  | Mauro Sanchini      | Kawasaki Bertocchi        | Kawasaki ZX-7RR    | 24   | +1 giro   | 26º     |       |
| 21º  | 5   | Mark Heckles        | Castrol Honda Rumi        | Honda VTR 1000 SP2 | 24   | +1 giro   | 20º     |       |

#### Ritirati
| Nº | Pilota               | Squadra                   | Motocicletta    | Giri | Griglia |
| -- | -------------------- | ------------------------- | --------------- | ---- | ------- |
| 11 | Rubén Xaus           | Ducati Infostrada         | Ducati 998 F 02 | 17   | 12º     |
| 12 | Broc Parkes          | Ducati NCR Parmalat       | Ducati 998 RS   | 8    | 25º     |
| 30 | Alessandro Antonello | DFX Racing Ducati Pirelli | Ducati 998 RS   | 4    | 22º     |
| 20 | Marco Borciani       | Pedercini                 | Ducati 998 RS   | 1    | 19º     |

### Gara 2

#### Arrivati al traguardo[5]
| Pos. | Nº  | Pilota              | Squadra                   | Motocicletta       | Giri | Tempo     | Griglia | Punti |
| ---- | --- | ------------------- | ------------------------- | ------------------ | ---- | --------- | ------- | ----- |
| 1º   | 42  | Makoto Tamada       | Cabin Honda               | Honda VTR 1000 SP2 | 25   | 37:26.628 | 3º      | 25    |
| 2º   | 2   | Colin Edwards       | Castrol Honda             | Honda VTR 1000 SP2 | 25   | +0:03.297 | 5º      | 20    |
| 3º   | 100 | Neil Hodgson        | HM Plant Ducati           | Ducati 998 F 01    | 25   | +0:03.469 | 2º      | 16    |
| 4º   | 1   | Troy Bayliss        | Ducati Infostrada         | Ducati 998 F 02    | 25   | +0:03.680 | 7º      | 13    |
| 5º   | 41  | Noriyuki Haga       | Playstation2-FGF Aprilia  | Aprilia RSV 1000   | 25   | +0:07.456 | 1º      | 11    |
| 6º   | 49  | Akira Yanagawa      | Kawasaki Racing           | Kawasaki ZX-7RR    | 25   | +0:09.562 | 6º      | 10    |
| 7º   | 155 | Ben Bostrom         | Ducati L & M              | Ducati 998 F 02    | 25   | +0:12.733 | 4º      | 9     |
| 8º   | 43  | Wataru Yoshikawa    | YSP Racing & PRESTO       | Yamaha YZF R7      | 25   | +0:20.697 | 10º     | 8     |
| 9º   | 11  | Rubén Xaus          | Ducati Infostrada         | Ducati 998 F 02    | 25   | +0:28.221 | 12º     | 7     |
| 10º  | 45  | Takeshi Tsujimura   | YSP Racing & PRESTO       | Yamaha YZF R7      | 25   | +0:28.535 | 9º      | 6     |
| 11º  | 52  | James Toseland      | HM Plant Ducati           | Ducati 998 F 01    | 25   | +0:33.424 | 11º     | 5     |
| 12º  | 10  | Gregorio Lavilla    | Alstare Suzuki Corona     | Suzuki GSX-R750 Y  | 25   | +0:33.922 | 15º     | 4     |
| 13º  | 9   | Chris Walker        | Kawasaki Racing           | Kawasaki ZX-7RR    | 25   | +0:34.621 | 14º     | 3     |
| 14º  | 32  | Eric Bostrom        | Kawasaki Racing           | Kawasaki ZX-7RR    | 25   | +0:38.561 | 8º      | 2     |
| 15º  | 33  | Juan Borja          | Spaziotel Racing          | Ducati 998 RS      | 25   | +0:46.872 | 18º     | 1     |
| 16º  | 48  | Yuichi Takeda       | Sakurai Honda             | Honda VTR 1000 SP2 | 25   | +0:49.107 | 13º     |       |
| 17º  | 20  | Marco Borciani      | Pedercini                 | Ducati 998 RS      | 25   | +1:10.185 | 19º     |       |
| 18º  | 19  | Lucio Pedercini     | Pedercini                 | Ducati 998 RS      | 25   | +1:11.503 | 16º     |       |
| 19º  | 36  | Ivan Clementi       | Kawasaki Bertocchi        | Kawasaki ZX-7RR    | 25   | +1:14.732 | 24º     |       |
| 20º  | 99  | Steve Martin        | DFX Racing Ducati Pirelli | Ducati 998 RS      | 25   | +1:16.194 | 23º     |       |
| 21º  | 47  | Ken'Ichiro Nakamura | Blue Helmet MSC           | Honda VTR 1000 SP2 | 25   | +1:31.522 | 21º     |       |
| 22º  | 46  | Mauro Sanchini      | Kawasaki Bertocchi        | Kawasaki ZX-7RR    | 24   | +1 giro   | 26º     |       |

#### Ritirati
| Nº | Pilota       | Squadra             | Motocicletta       | Giri | Griglia |
| -- | ------------ | ------------------- | ------------------ | ---- | ------- |
| 5  | Mark Heckles | Castrol Honda Rumi  | Honda VTR 1000 SP2 | 17   | 20º     |
| 12 | Broc Parkes  | Ducati NCR Parmalat | Ducati 998 RS      | 5    | 25º     |

### Supersport

#### Arrivati al traguardo
| Pos. | Nº | Pilota            | Squadra                      | Motocicletta    | Giri | Tempo     | Punti |
| ---- | -- | ----------------- | ---------------------------- | --------------- | ---- | --------- | ----- |
| 1º   | 12 | Stéphane Chambon  | Alstare Suzuki Corona        | Suzuki GSX-R600 | 25   | 39'07.182 | 25    |
| 2º   | 37 | Katsuaki Fujiwara | Alstare Suzuki Corona        | Suzuki GSX-R600 | 25   | +0.282    | 20    |
| 3º   | 99 | Fabien Foret      | Ten Kate Honda               | Honda CBR 600F  | 25   | +5.995    | 16    |
| 4º   | 2  | Paolo Casoli      | Yamaha Belgarda              | Yamaha YZF R6   | 25   | +8.194    | 13    |
| 5º   | 91 | Christian Kellner | Yamaha Motor Germany         | Yamaha YZF R6   | 25   | +12.435   | 11    |
| 6º   | 7  | Karl Muggeridge   | Honda UK Race                | Honda CBR 600F  | 25   | +12.436   | 10    |
| 7º   | 1  | Andrew Pitt       | Kawasaki Racing              | Kawasaki ZX-6R  | 25   | +27.086   | 9     |
| 8º   | 71 | Werner Daemen     | Van-zon-Honda-T.K.R.         | Honda CBR 600F  | 25   | +29.190   | 8     |
| 9º   | 5  | Kevin Curtain     | O.P.C.M. - Racing            | Yamaha YZF R6   | 25   | +29.588   | 7     |
| 10º  | 3  | Jörg Teuchert     | Yamaha Motor Germany         | Yamaha YZF R6   | 25   | +29.603   | 6     |
| 11º  | 15 | Alessio Corradi   | Team Italia Spadaro          | Yamaha YZF R6   | 25   | +35.778   | 5     |
| 12º  | 18 | David de Gea      | BKM Honda Racing             | Honda CBR 600F  | 25   | +39.306   | 4     |
| 13º  | 8  | James Ellison     | Kawasaki Racing              | Kawasaki ZX-6R  | 25   | +45.962   | 3     |
| 14º  | 20 | Stefano Cruciani  | T. Italia Lorenzini by Leoni | Yamaha YZF R6   | 25   | +46.413   | 2     |
| 15º  | 44 | Antonio Carlacci  | Lorenzini by Leoni Start T   | Yamaha YZF R6   | 25   | +1'03.777 | 1     |
| 16º  | 25 | Mark Willis       | Saveko Racing                | Yamaha YZF R6   | 25   | +1'13.917 |       |
| 17º  | 14 | Diego Giugovaz    | GIMotorsport                 | Yamaha YZF R6   | 25   | +1'14.168 |       |

#### Ritirati
| Nº | Pilota               | Squadra                | Motocicletta   | Giri |
| -- | -------------------- | ---------------------- | -------------- | ---- |
| 33 | Robert Frost         | Saveko Racing          | Yamaha YZF R6  | 18   |
| 16 | Gianluca Nannelli    | Rox Racing             | Ducati 748 R   | 7    |
| 69 | James Whitham        | Yamaha Belgarda        | Yamaha YZF R6  | 2    |
| 9  | Iain MacPherson      | Ten Kate Honda         | Honda CBR 600F | 2    |
| 11 | Piergiorgio Bontempi | Ducati NCR Nortel Net. | Ducati 748 R   | 1    |
| 17 | Chris Vermeulen      | Van-zon-Honda-T.K.R.   | Honda CBR 600F | 1    |
| 39 | Tatsuya Yamaguchi    | Honda UK Race          | Honda CBR 600F | 0    |
| 13 | Christophe Cogan     | BKM Honda Racing       | Honda CBR 600F | 0    |